# Club Atlético Peñarol
Il Club Atlético Peñarol, noto come Peñarol, è una società calcistica di Montevideo, in Uruguay.
Fu fondata il 28 settembre 1891 col nome di Central Uruguay Railway Cricket Club (CURCC), che mantenne fino al 13 dicembre 1913, quando cambiò denominazione in Club Atlético Peñarol in onore dell'omonimo quartiere montevideano, il cui toponimo trae origine dalla cittadina italiana di Pinerolo.
Nelle sue file militarono campioni come José Piendibene, Alcides Ghiggia, Juan Alberto Schiaffino, Julio César Abbadie, Raffaele Sansone, Obdulio Varela, Roque Máspoli, Luis Cubilla, Ladislao Mazurkiewicz, Óscar Míguez, Juan Carlos González, Paolo Montero, Diego Forlán e Marcelo Zalayeta.
Nel suo palmarès spiccano 52 campionati uruguaiani (l'ultimo nella stagione 2024), di cui 5 vinti come CURCC, 12 Liguillas, 5 Coppe Libertadores e 3 Coppe Intercontinentali. Il club è stato incoronato miglior del XX secolo in Sudamerica dall'IFFHS, istituto riconosciuto e autorizzato dalla FIFA, il 17 settembre 2009. Insieme a Linfield, Rangers e Celtic, fa parte del ristretto gruppo di squadre che hanno vinto, ad oggi, più di cinquanta campionati nazionali.
È nel ristretto club delle nove squadre al mondo che siano riuscite a centrare in due occasioni, nel 1961 e nel 1982, il Treble composto dai 3 titoli di campione del proprio paese, del continente e del mondo. Ci sono riuscite anche Santos (1962 e 1963), il classico rivale, Nacional Montevideo (1971 e 1980), Ajax (1972 e 1995), Boca Juniors (2000 e 2003), Manchester United (1999 e 2008), Inter (1965 e 2010), Barcellona (2009, 2011 e 2015) e Bayern Monaco (2013 e 2020).
Nell'agosto 2007 è stato invitato in Italia dal Torino per disputare il Trofeo del Centenario, partita celebrativa dei festeggiamenti per i primi cento anni della società granata. Approfittando della trasferta, la squadra ha visitato Pinerolo, dove è stata ricevuta in Comune dal sindaco.

## Storia

### Central Uruguay Railway Cricket Club (1891–1913)
Il Central Uruguay Railway Cricket Club fu fondato il 28 settembre 1891, dagli impiegati e operai della ferrovia dell'Uruguay Centrale di Montevideo (Central Uruguay Railway), di proprietà britannica, che operava in Uruguay dal 1878. Dei 118 membri fondatori del club, 72 erano britannici, 1 tedesco, e 45 uruguayani. Per il nome complicato per i tifosi ispanofoni, il club era popolarmente noto come CURCC o Peñarol in onore di un quartiere cittadino che si trovava a 10 km da Montevideo, in un terreno acquistato attorno alla metà del XVIII secolo dalla famiglia italiana Crosa, trasferitasi dalla città piemontese di Pinerolo e che aveva deciso di dare il nome di Villa Pinerolo alla proprietà. Il nome mutò nel corso degli anni nell'odierno Peñarol.
Il primo presidente fu Frank Henderson, che mantenne la carica fino al 1899. Nel 1892, il CURCC aprì una sezione calcio che andò così ad aggiungersi alle sezioni rugby e cricket, fino a quel momento le più importanti del club. La prima partita della sezione calcio fu disputata contro degli studenti inglesi, e fu vinta dal CURCC per 2-0. I primi capitani della squadra erano tutti inglesi e solo nel 1895 fu eletto il primo capitano della squadra di nazionalità uruguayana, Julio Negrón.
Nel 1900 il CURCC, insieme a Uruguay Athletic, Deutscher Fussball Klub e Albion, fondarono la Uruguay Football Association League. Debuttando il 10 giugno con una vittoria per 2-1 sull'Albion, i primi gol in partite ufficiale per il club furono realizzate da Juan Peña e William Davies. Nello stesso anno avvenne il primo incontro contro il Club Nacional de Football, che si concluse 2-0 per il CURCC.

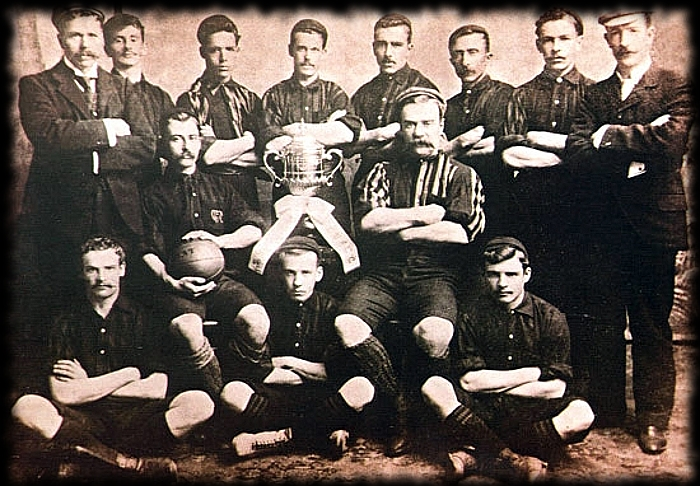
Formazione del CURCC che vinse il suo primo titolo.

Al termine della stagione 1900 il CURCC vinse il campionato uruguayano per la prima volta, successo bissato anche l'anno successivo. Nel 1903, il CURCC fu il primo club a segnare più di dieci gol in una partita ufficiale del campionato uruguayano, battendo il Triunfo 12-0 (questo record fu poi eguagliato dal Montevideo Wanderers nel 1908).
Dopo aver assistito al primo titolo dei rivali del Nacional Montevideo, e alla sospensione del campionato dovuta alla guerra civile nel 1904, il CURCC vinse altri due titoli nazionali nel 1905 e nel 1907. Nel 1907 W. Bayne assunse l'amministrazione della CUR, e divenne il primo presidente della nazione a rifiutare la presidenza del club. Questo segnò l'inizio di una serie di conflitti tra l'impresa e il club, che si concluse con lo scisma del 1913.
Nel 1908, il club si ritirò dal campionato uruguayano in segno di protesta per il calendario del torneo, partecipando però all'edizione successiva. Nel frattempo avvennero disaccordi all'interno del CUR, dopo che un gruppo di tifosi incendiò uno dei vagoni destinati a trasportare i giocatori avversari.

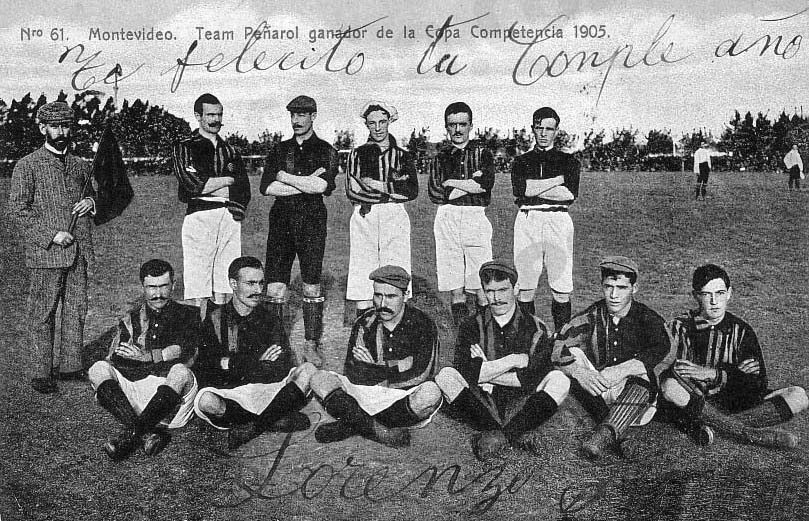
Il CURCC nel 1905.

Dopo la vittoria di un altro campionato nel 1911, fu commissionato uno studio per riformare le sezioni del club. Tra le proposte vi era quella di far partecipare partner non impiegati della CUR (l'azienda ferroviaria) e quella di cambiare il nome del CURCC in Peñarol.
Nel giugno 1913, l'assemblea del CURCC respinse queste proposte, perché l'azienda voleva separare il club dal villaggio di Peñarol, per i pregiudizi che si erano formati sul suo conto, per lo più connessi alla violenza. Tuttavia, a novembre dello stesso anno, la CURCC approvò l'ammissione di partner della sezione calcio che non erano impiegati della ferrovia. La richiesta fu spedita alla CURCC il 15 novembre 1913 e il 13 dicembre la sezione calcio cambiò denominazione in CURCC Peñarol; nel marzo 1914 la denominazione cambiò ulteriormente in Club Atlético Peñarol, cambiamento approvato dalla federcalcio uruguayana e dai club partecipanti al campionato, incluso il Nacional Montevideo.
Una delle principali confutazioni della tesi che le due squadre siano le stesse è che si suppone siano coesistite fino al 1915 giocando partite simultaneamente. Tuttavia, ciò è contestato dal Peñarol, che afferma che mentre gli impiegati del CUR si dedicavano all'attività agonistica, lo facevano a fine ricreativo e non ufficiale in nessun modo, e inoltre la sezione calcio era già indipendente dal CUR, che viene, di nuovo, contestato dai tifosi del Nacional Montevideo, in quanto sostengono che ex membri del CURCC sembravano continuare le proprie attività disputando amichevoli a Rivera.

### Epoca amatoriale (fino al 1931)
Il 12 marzo 1914 il CURCC Peñarol cambiò ufficialmente denominazione in Club Atlético Peñarol, cambiamento approvato dalla federcalcio uruguayana il 14 marzo.
In quegli anni, il Peñarol non riuscì a vincere di nuovo il campionato uruguayano, perdendo la finale contro il River Plate FC nel 1914, e terminando secondo dietro al Nacional Montevideo nel 1915, 1916 e 1917, e, in questo periodo, l'avvenimento più importante fu l'inaugurazione del campo di Las Acacias, il 19 maggio 1916.
Tornò alla vittoria del campionato nel 1918 e nel 1920.
Tuttavia, nel 1922, la federcalcio uruguayana (AUF) annullò l'affiliazione al Peñarol e al Central, che diedero entrambi vita alla Uruguayan Football Federation, organo parallelo non riconosciuto dalla AUF.
Nel 1926, il Peñarol vinse il campionato della cosiddetta Provisional Council, competizione che sorse in seguito alla riunificazione del calcio uruguayano fino all'anno prima scisso tra due federazioni (AUF e FUF), ma il campionato non è attualmente riconosciuto come ufficiale dalla AUF, anche se fu l'unico campionato uruguayano disputato in quell'anno.
Dopo aver intrapreso per la prima volta un tour in Europa nel 1927, il Peñarol vinse due campionati uruguayani consecutivi nel 1928 e nel 1929. In quello stesso anno, Julio María Sosa divenne il primo presidente onorario del club. L'anno successivo, il Peñarol disputò per la prima volta una partita ufficiale nello Estadio Centenario a Montevideo, vincendo 1-0 contro l'Olimpia Asunción.

### Inizio dell'epoca professionistica e primi titoli (1932-1959)

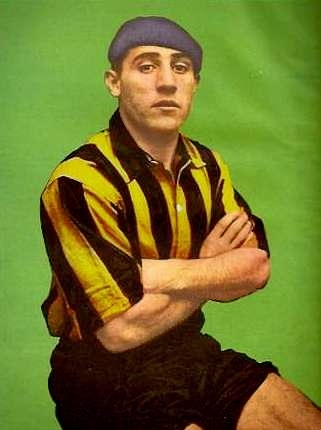
Severino Varela, campione di Uruguay con il Peñarol nel 1938.

Il 29 aprile 1932, l'AUF introdusse ufficialmente il professionalismo: il primo incontro professionistico del Peñarol fu contro il River Plate. In quello stesso anno il Peñarol vinse il suo primo campionato professionistico con 17 vittorie in 27 partite, che consentirono loro di accumulare 40 punti, 5 in più della seconda classificata, il Rampla Juniors. Sempre nel 1932, il club disputò il suo primo classico dell'epoca professionistica, che gli aurinegros vinsero 2-0.
Dopo un secondo posto nel 1933, campionato in cui John Young divenne il primo giocatore del club a diventare il capocannoniere di un campionato professionistico con 33 gol, il Peñarol vinse il primo di 4 campionati consecutivi (1935-38), oltre alla Competizione Campionato nel 1936. In questo periodo Francisco Tochetti divenne il secondo presidente onorario del club.
Peñarol chiuse gli anni trenta con un secondo posto, dopo aver perso lo scontro diretto contro il Nacional, in un torneo segnato dal primo sciopero di calciatori professionisti in Uruguay.
Il Peñarol tornò alla vittoria del titolo nel 1944, vincendolo anche nelle due stagioni successive. In quell'anno il club comprò anche la terra dove anni dopo fu costruito il Peñarol Palace.
Dopo lo sciopero dei calciatori professionisti del 1948 che portò alla sospensione del campionato uruguayano, nel 1949 il Peñarol vinse un altro campionato, staccando di 4 punti il Nacional; Óscar Míguez, inoltre, vinse il titolo di capocannoniere del campionato. Dopo un secondo posto in 1950, il Peñarol fu ancora campione di Uruguay nel 1951, 1953, 1954, 1958 e 1959. Il Peñarol fu il secondo club ad ottenere il "quinquenio" (cinque campionati vinti di fila) dopo il Nacional che aveva ottenuto la stessa impresa tra il 1939 e il 1943.

### Campione d'America e del mondo (1960-1969)

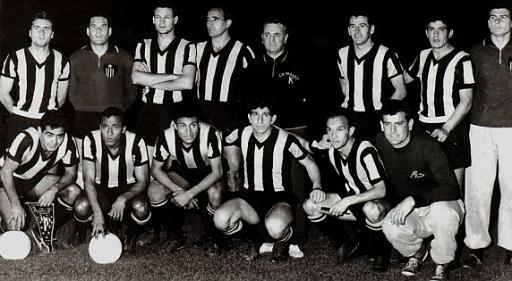
La formazione che vinse la Coppa Libertadores 1961.

Il Peñarol ha vinto cinque volte la Coppa Libertadores (Copa de Campeones de América fino al 1964) e tre volte, a pari merito con i rivali del Nacional, la Coppa Intercontinentale, assegnataria del titolo mondiale. Il Peñarol è inoltre, dopo il Boca Juniors, la squadra che ha disputato più finali della massima competizione continentale (10). 
Nel 1960, il Peñarol si qualificò in qualità di campione di Uruguay 1959, alla neoistituita Coppa dei Campioni dell'America (denominazione attuale: Coppa Libertadores), competizione annuale a cui partecipavano i campioni nazionali delle sette nazioni affiliate alla CONMEBOL (anche se le rappresentanti di Perù, Ecuador e Venezuela non disputarono il torneo). Il Peñarol debuttò nel torneo il 19 aprile, sommergendo i boliviani del Club Jorge Wilstermann per 7-1: il primo gol dell'incontro (e del torneo) fu segnato da Luis Borges.
Dopo aver eliminato il San Lorenzo de Almagro nelle semifinali, il club vinse il suo primo titolo continentale battendo in finale l'Olimpia del Paraguay. Nella stessa stagione, il club disputò e perse la Coppa Intercontinentale, competizione inventata nello stesso anno, pareggiando 0-0 in casa e perdendo 1-5 in Spagna contro i Campioni d'Europa del Real Madrid. Nel frattempo il Peñarol vinse un altro titolo nazionale.
Nel 1961, il Peñarol vinse la sua seconda Coppa Libertadores battendo in finale il Sociedade Esportiva Palmeiras (1-0 in casa, con rete di Alberto Spencer, e 1-1 a San Paolo. Nei mesi finali dell'anno, il Peñarol vinse di nuovo il campionato uruguayano, e, per la sua prima volta nella storia, la Coppa Intercontinentale, battendo i portoghesi del S.L. Benfica per un punteggio complessivo di 5-1.
L'anno successivo, il club disputò per la terza volta consecutiva la finale della Coppa Libertadores, ma, dopo aver perso all'andata 0-1 e aver vinto al ritorno 3-2, in una partita segnata da incidenti, nella "bella", disputata in campo neutro a Buenos Aires, fu il Santos Futebol Clube di Pelé ad aver la meglio, battendo il Peñarol 0-3. La sola consolazione fu l'ennesima vittoria del campionato uruguayano, che permise al club di completare la serie di cinque campionati vinti di fila (1958-1962), record eguagliato ancora nel 1993–97.

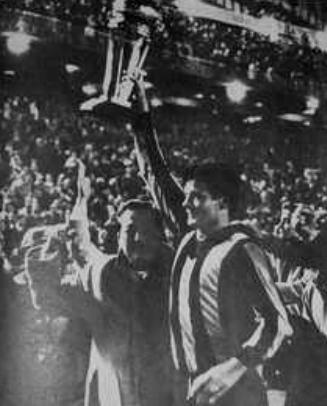
La vittoria nella Coppa Intercontinentale 1966

Dopo una stagione senza titoli vinti, ma degna di nota per un altro record battuto dalla squadra, e cioè la vittoria con il maggior scarto nella Coppa Libertadores, ottenuta sommergendo gli ecuadoregni dell'Everest con un 14-1 complessivo (5-0 e 9-1), il Peñarol vinse di nuovo il campionato uruguayano nel 1964 e nel 1965, perdendo la finale di Libertadores l'anno successivo (contro l'Independiente). Tuttavia, nel 1966 il Peñarol vinse il suo terzo titolo continentale, battendo in finale il Club Atlético River Plate nella bella disputata a Santiago in Cile per 4-2. Nello stesso anno, vinse la sua seconda Coppa Intercontinentale, battendo il Real Madrid per 2-0, sia al Centenario che a Madrid.
Negli anni successivi la squadra continuò a far man bassa di trofei sia a livello nazionale che a livello internazionale, vincendo la Supercopa Sudamericana nel 1969 e la Supercoppa dei Campioni Intercontinentali nel 1969 (torneo a cui partecipavano i campioni sudamericani che avevano vinto la Coppa Intercontinentale, riconosciuta dalla CONMEBOL solo nel 2005).
In questo periodo il Peñarol batté anche un altro record, rimasto tuttora imbattuto, quello delle partite consecutive senza subire sconfitte in un campionato professionistico sudamericano di Prima Divisione, ben 56 incontri tra il 3 settembre 1966 e il 14 settembre 1968, quando furono sconfitti 0-2 contro il Liverpool Montevideo.
Tra i giocatori del Peñarol da ricordare di quel periodo vi erano Luis Cubilla, Pedro Virgilio Rocha, Alberto Spencer e Juan Joya, tra gli altri.

### La transizione (1970-1979)
Nel 1970, il Peñarol raggiunse di nuovo la finale di Coppa Libertadores, che poi perse contro l'Estudiantes de La Plata. È degno di nota che in quel torneo che il club ottenne la vittoria con il maggior scarto in una singola partita nella storia della competizione battendo il Valencia in Venezuela per 11 a 2. Nell'anno successivo, in un torneo suddiviso in due fasi, il Peñarol si piazzò secondo dietro il Nacional Montevideo. Al termine della prima fase, il club aveva accumulato 32 punti, gli stessi del Nacional, ma nella fase finale non riuscirono a vincere il titolo per un punto. Dopo due secondi posti consecutivi nel 1972 e nel 1973, la squadra tornò alla vittoria del titolo nel 1974, grazie ai gol di Fernando Morena, uno dei cannonieri più forti della storia del calcio uruguayano, successo bissato anche l'anno successivo. Nel 1974 il Peñarol divenne la prima squadra uruguayana a vincere un incontro di Libertadores in Argentina, battendo il Club Atlético Huracán a Buenos Aires 3-0.
Dopo due secondi posti nel 1976 e nel 1977, l'anno successivo il Peñarol vinse il suo ventiquattresimo campionato, mentre Morena batté due record, quello del maggior numero di reti segnate in una stagione (36), e quella del maggior numero di reti segnate in un incontro, 7 contro il Huracán Buceo.

### Di nuovo ai vertici (1980-1989)

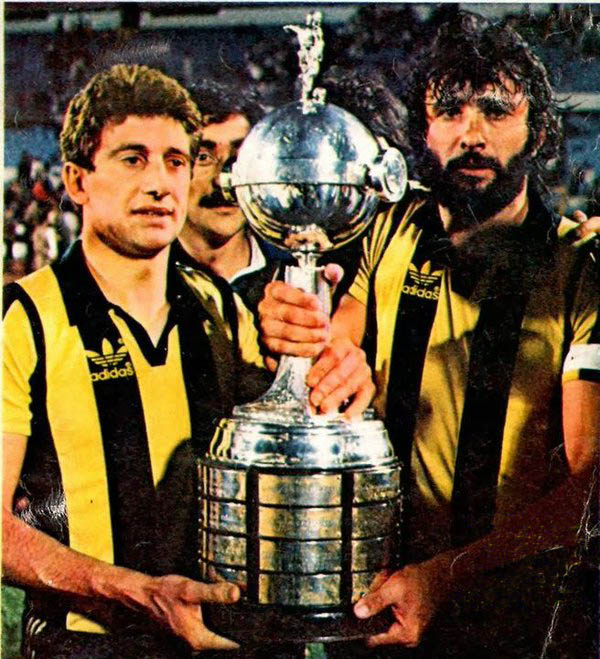
La vittoria della Coppa Libertadores 1982.

Dopo aver concluso il campionato 1980 in terza posizione, nel 1981 il Peñarol fu di nuovo campione nazionale staccando il Nacional Montevideo di tre punti, grazie alle reti di Rubén Paz, capocannoniere del torneo con 17 reti, e Morena, che ritornò al club per una cifra record: US$ 1.029.000. L'anno successivo, il Peñarol vinse la Coppa Libertadores dopo aver sconfitto il Cobreloa 1-0 in trasferta, con un gol all'ultimo minuto di Morena, che fu anche il capocannoniere della competizione con 7 reti. Nello stesso anno, il Peñarol vinse di nuovo il campionato uruguayano, con Morena ancora capocannoniere con 17 reti, e vinse per la terza volta la Coppa Intercontinentale, battendo l'Aston Villa (2-0, a Tokyo), diventando così il primo club della storia a laurearsi campione mondiale per tre volte. 
Nel 1983, il club in campionato si piazzò solo al settimo posto, ma raggiunse di nuovo la finale di Libertadores, perdendola però contro il Grêmio. Nel 1984 e nel 1986, vinse di nuovo il campionato uruguayano, con quest'ultimo trionfo particolarmente unico, dato che i problemi economici del club non permisero alla squadra di disputare la prima partita dell'anno, portando alla perdita di punti preziosi. Tuttavia, fu concordato che nel caso il Nacional, in testa, avesse meno di 2 punti di vantaggio sul Peñarol, si sarebbe dovuto disputare uno spareggio per il titolo. Alla fine della stagione il Nacional era in testa alla classifica con un punto di vantaggio sul Peñarol, e dunque fu necessaria la disputa della finale, che fu vinta dal Peñarol 4-3 ai calci di rigore.
Nel 1987 il club, nonostante i problemi economici e la bassa età media della squadra (22 anni), vinse la sua quinta Libertadores, battendo in finale il América de Cali, grazie a una rete di Diego Aguirre al 120º minuto della "bella" disputata in Cile. In campionato, il Peñarol si piazzò solo ottavo, e non avrebbe vinto nessun altro torneo, nazionale o internazionale, fino al 1993.

### Il Secondo Quinquennio (1993–1997): cinque titoli di fila
Tra il 1993 e il 1997, il Peñarol vinse cinque campionati di fila. Questa è la seconda volta che al club è riuscita questa impresa, per cui è diventato il primo club uruguayano ad aver vinto cinque campionati di fila per due volte. La squadra che riuscì nell'impresa era allenata da Gregorio Perez.
Nel 2010, il Peñarol ebbe una serie di 15 partite di fila senza subire sconfitte, chiudendo il campionato uruguayano di Clausura senza subire sconfitte, prima squadra a riuscire nell'impresa da quando il campionato è suddiviso in Apertura e Clausura. Nella finale contro i rivali del Nacional Montevideo il Peñarol fu vittorioso, vincendo il titolo. È l'8ª volta che il Peñarol ha sconfitto il Nacional in 12 finali disputate contro di esso.

## Strutture

### Stadio
Il Peñarol gioca le partite casalinghe allo Stadio Campeón del Siglo, chiamato così per il motto coniato dai tifosi alla fine del XX secolo quando anche il club lo ha adottato come una sorta di marchio istituzionale, dopo essere stato premiato come miglior team sudamericano nel XX secolo dall'IFFHS, la Federazione Internazionale di Storia e Statistica del Calcio.

## Colori e simbolo

### Colori

#### Maglia di casa
Dalla sua fondazione i colori che rappresentavano il CURCC e conseguentemente il Peñarol erano il giallo e il nero. Questi colori erano stati presi dalla ferrovia, che a sua volta deriva dalla locomotiva Rocket (Razzo), designata e costruita da George Stephenson, vincitore di un test attitudinario in 1829, per la linea ferroviaria Liverpool-Manchester, da dove il modello si sarebbe espanso al resto del mondo.
La prima maglia adottata dal CURCC nel 1891 era nera nella metà destra e a strisce giallo-nera nella metà sinistra, mentre i pantaloncini e i calzini erano neri. Questa maglia fu reintrodotta per il campionato Clausura 1996, e per il debutto nella Coppa Libertadores 1998, vinto 2-1 contro i rivali del Nacional. La maglia del CURCC ritornò ad essere adoperata nel settembre 2009.
Nel 1901 e nel 1908 il club vestì per alcune partite una maglia giallo-nera. L'attuale maglia della squadra – strisce giallo-nere – risale al 1905 e non è stata quasi mai cambiata subendo poche variazioni, come il colore dei calzini (neri o gialli), oppure il numero di strisce sulla maglia.
| 1891,1996,2009– | 1901 | 1908 | 1905– |  |

Maglia alternativa (trasferta)

| 1891 | 1971 | 1984 | 1987 |  |

| 1995–2009 | 2001–2008 | 2004–2008 | 2010– |  |

| Brasile 3 giugno 1919 | Argentina NT 3 giugno 1919 |

## Rosa 2025
Rosa e numerazione aggiornate al 26 maggio 2025.
| N. |                     | Ruolo | Calciatore          |
| -- | ------------------- | ----- | ------------------- |
| 1  | Uruguay (bandiera)  | P     | Kevin Morgan        |
| 2  | Brasile (bandiera)  | D     | Léo Coelho          |
| 4  | Uruguay (bandiera)  | D     | Juan Rodríguez      |
| 5  | Uruguay (bandiera)  | C     | Ignacio Sosa        |
| 6  | Uruguay (bandiera)  | C     | Rodrigo Pérez       |
| 7  | Uruguay (bandiera)  | A     | Javier Cabrera      |
| 8  | Paraguay (bandiera) | A     | Héctor Villalba     |
| 9  | Uruguay (bandiera)  | A     | Felipe Avenatti     |
| 10 | Uruguay (bandiera)  | C     | Leonardo Fernández  |
| 11 | Uruguay (bandiera)  | A     | Maximiliano Silvera |
| 12 | Uruguay (bandiera)  | P     | Guillermo de Amores |
| 13 | Uruguay (bandiera)  | C     | Eduardo Darias      |
| 15 | Uruguay (bandiera)  | D     | Maximiliano Olivera |
| 18 | Uruguay (bandiera)  | D     | Camilo Mayada       |
| 20 | Uruguay (bandiera)  | D     | Pedro Milans        |

| N. |                      | Ruolo | Calciatore        |
| -- | -------------------- | ----- | ----------------- |
| 21 | Uruguay (bandiera)   | D     | Gastón Silva      |
| 22 | Uruguay (bandiera)   | D     | Damián Suárez     |
| 23 | Uruguay (bandiera)   | D     | Javier Méndez     |
| 25 | Uruguay (bandiera)   | P     | Martín Campaña    |
| 27 | Uruguay (bandiera)   | D     | Lucas Hernández   |
| 28 | Uruguay (bandiera)   | A     | Jaime Báez        |
| 29 | Argentina (bandiera) | C     | Eric Remedi       |
| 32 | Uruguay (bandiera)   | A     | Leandro Umpiérrez |
| 34 | Uruguay (bandiera)   | D     | Nahuel Herrera    |
| 36 | Uruguay (bandiera)   | C     | Tomás Olase       |
| 50 | Uruguay (bandiera)   | A     | Diego García      |
| 70 | Uruguay (bandiera)   | C     | Franco González   |
| 77 | Uruguay (bandiera)   | A     | Alexander Machado |
| 80 | Uruguay (bandiera)   | C     | David Terans      |

## Giocatori
Calciatori campioni del mondo
Di seguito l'elenco dei giocatori che hanno vinto il campionato mondiale di calcio durante il periodo di militanza nel Peñarol.
- Miguel Capuccini (Uruguay 1930)
- Peregrino Anselmo (Uruguay 1930)
- Lorenzo Fernández (Uruguay 1930)
- Álvaro Gestido (Uruguay 1930)
- Carlos Riolfo (Uruguay 1930)

- Roque Máspoli (Brasile 1950)
- Juan Carlos González (Brasile 1950)
- Washington Ortuño (Brasile 1950)
- Ernesto Vidal (Brasile 1950)
- Julio Britos (Brasile 1950)
- Oscar Míguez (Brasile 1950)
- Alcides Ghiggia (Brasile 1950)
- Juan Schiaffino (Brasile 1950)
- Obdulio Varela (Brasile 1950)

Calciatori campioni olimpici di calcio
- Peregrino Anselmo (Amsterdam 1928)
- Juan Arremón (Amsterdam 1928)
- Antonio Campolo (Amsterdam 1928)
- Álvaro Gestido (Amsterdam 1928)

## Palmarès

### Competizioni nazionali
- Campionati uruguaiani: 55 (record)

Campionati uruguaiani di AUF: 52
1900, 1901, 1905, 1907, 1911, 1918, 1921, 1928, 1929, 1932, 1935, 1936, 1937, 1938, 1944, 1945, 1949, 1951, 1953, 1954, 1958, 1959, 1960, 1961, 1962, 1964, 1965, 1967, 1968, 1973, 1974, 1975, 1978, 1979, 1981, 1982, 1985, 1986, 1993, 1994, 1995, 1996, 1997, 1999, 2003, 2009-2010, 2012-2013, 2015-2016, 2017, 2018, 2019,2021, 2024
- Liguilla Pre-Libertadores de América: 12 (record)

1974, 1975, 1977, 1978, 1980, 1984, 1985, 1986, 1988, 1994, 1997, 2004
- Campionati uruguaiani di FUF: 1

1924
- Coppa del Consiglio Provvisorio: 1

1926
- Supercopa Uruguaya: 2

2018, 2022

### Competizioni internazionali
- Coppa Libertadores: 5  (record uruguaiano)

1960, 1961, 1966, 1982, 1987
- Coppa Intercontinentale: 3  (record condiviso con Nacional, Boca Juniors, Real Madrid e Milan)

1961, 1966, 1982
- Supercoppa dei Campioni Intercontinentali: 1  (record a pari merito con il Santos)

1969
- Copa de Honor Cousenier: 3

1909, 1911, 1918
- Tie Cup: 1

1916
- Copa Ricardo Aldao: 1

1928

### Competizioni giovanili
- Coppa Libertadores Under-20: 1

2022

### Videografia
- Federico Ferri, Federico Buffa, Storie Mondiali: Il grande Uruguay (1930), Sky Sport, 2014.